# 熊飞 (足球运动员)
熊飞（1987年10月21日—），男，武汉人，中国职业足球运动员，原武汉光谷青年队的球员。2008年武汉退赛被取消资格后，他转会至南京有有，2009年底由于在中甲联赛中的出色表现被中超豪门上海申花签下。